# Винсборо (Јужна Каролина)
Винсборо (енгл. Winnsboro) град је у америчкој савезној држави Јужна Каролина.

## Демографија
По попису из 2010. године број становника је 3.550, што је 49 (-1,4%) становника мање него 2000. године.
| Група             | 2000.         | 2010.         |
| Белци             | 1.430 (39,7%) | 1.280 (36,1%) |
| Афроамериканци    | 2.104 (58,5%) | 2.150 (60,6%) |
| Азијати           | 11 (0,3%)     | 12 (0,3%)     |
| Хиспаноамериканци | 47 (1,3%)     | 71 (2,0%)     |
| Укупно            | 3.599         | 3.550         |